# ISO 3166-2:FO
ISO 3166-2:FO — стандарт Международной организации по стандартизации, который определяет геокоды. Является подмножеством стандарта ISO 3166-2, относящимся к Фарерским островам. Стандарт охватывает территорию Фарерских островов. Геокод состоит из: кода Alpha2 по стандарту ISO 3166-1 для Фарерских островов — FO. Геокод являются подмножеством кода домена верхнего уровня — FO, присвоенного Фарерским островам в соответствии со стандартами ISO 3166-1.

## Геокоды Фарерских острововов
| Название          | Alpha2 | Alpha3 | цифровой | Геокод по ISO 3166-2 | Статус                              |
| ----------------- | ------ | ------ | -------- | -------------------- | ----------------------------------- |
| Фарерские острова | FO     | FRO    | 234      | не присвоен          | автономный регион Королевства Дании |

## Геокоды пограничных Фарерским островам государств
- Исландия — ISO 3166-2:IS (на северо-западе),
- Норвегия — ISO 3166-2:NO (на востоке),
- Великобритания — ISO 3166-2:GB (на юге).